# Svrljiška Topla
Svrljiška Topla (en serbe cyrillique : Сврљишка Топла) est un village de Serbie situé dans la municipalité de Knjaževac, district de Zaječar. Au recensement de 2011, il comptait 78 habitants.

## Démographie
| 1948 | 1953 | 1961 | 1971 | 1981 | 1991 | 2002 | 2011 |
| ---- | ---- | ---- | ---- | ---- | ---- | ---- | ---- |
| 691  | 698  | 595  | 477  | 333  | 212  | 112  | 78   |

|  |